# Curierul de Fizică

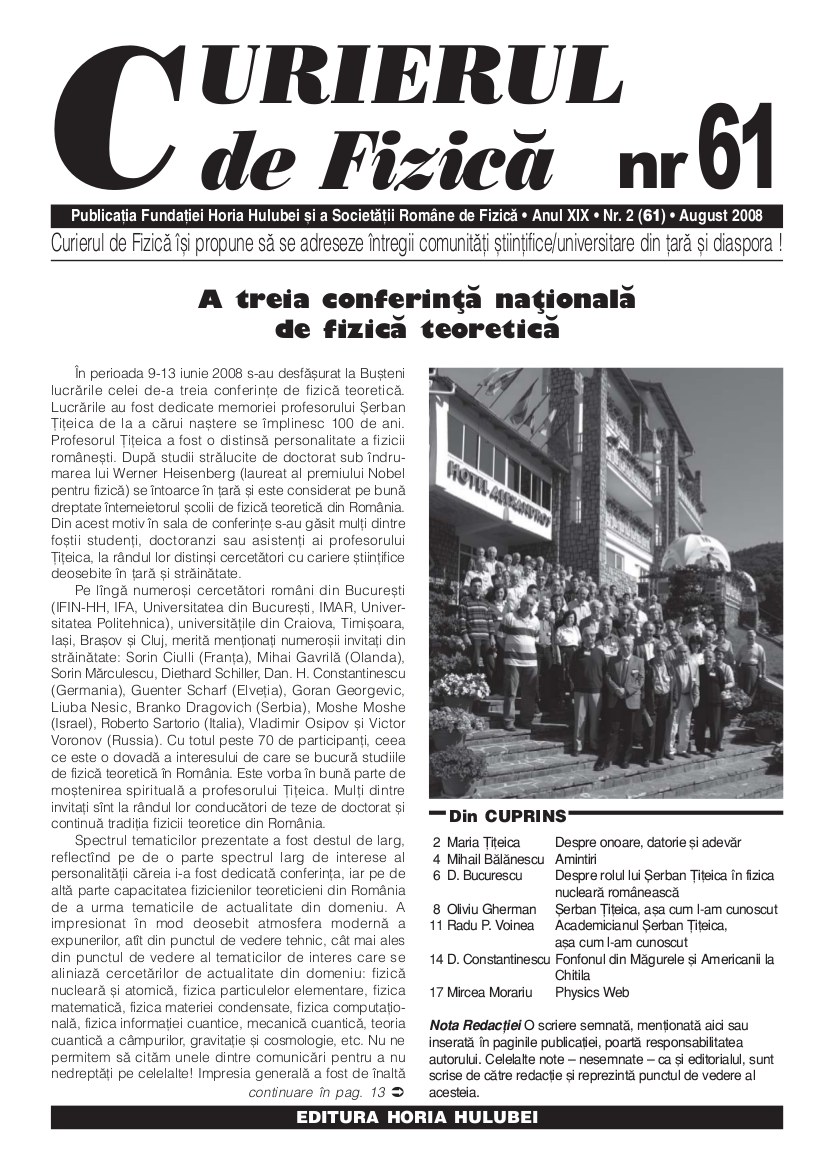
CdF nr. 61 (august 2008) – prima pagină

Curierul de Fizică (prescurtat CdF) este o revistă de informare de tip newsletter, publicată de Fundația Horia Hulubei și Societatea Română de Fizică între anii 1990 și 2016. Destinată inițial numai fizicienilor, ea și-a lărgit ulterior domeniul de autori și cititori; începând din decembrie 2001, ea a apărut cu subtitlul „Curierul de Fizică își propune să se adreseze întregii comunități științifice/universitare din țară și diaspora!”
CdF a apărut cu începere de la 15 iunie 1990, cu 2, 3 sau 4 numere pe an. Tirajul a variat și el de-a lungul anilor, media fiind 1000 de exemplare. Redactarea și difuzarea erau asigurate de echipe de voluntari. Cheltuielile suplimentare erau acoperite din abonamente, contribuții bănești și donații. La solicitare se trimitea gratuit bibliotecilor unităților de cercetare și învățământ în domeniile științelor exacte. Tehnoredactarea se făcea cu calculatorul. Autorii și corespondenții își trimiteau contribuțiile, în majoritate, prin poșta electronică.
Începând din 2010, revista a fost trimisă în format electronic, prin e-mail, tuturor membrilor Societății Române de Fizică; aceasta contribuia la cheltuielile de editare. Se tipărea un număr mult mai mic de exemplare, doar pentru cititorii care doreau în mod expres revista în formatul tradițional.
Odată cu retragerea Fundației Horia Hulubei din echipa redacțională, la 9 decembrie 2016, revista și-a încetat temporar apariția.
În ianuarie 2017 CdF a anunțat că s-a „reinventat” ca publicație a Institutului de Fizică și Inginerie Nucleară „Horia Hulubei” și a Societății Române de Fizică. Începând cu numărul 83 din decembrie 2018 el apare într-o formulă nouă care îl aliniază la prevederile Regulamentului UE #679/2016.